# Морозова Наталія Іванівна
 Моро́зова Ната́лія Іва́нівна  (* 9 серпня 1955 р., с. Курашівці, Мурованокуриловецький район, Вінницька область) — бібліотекознавець, краєзнавець. Член Національної спілки краєзнавців України. Член правління Вінницької обласної організації НСКУ. Президент громадської організації «Асоціація бібліотек Вінниччини».

## Біографія
Закінчила Київський інститут культури, здобувши фах бібліотекаря-бібліографа. З 1991 р. працює у Вінницькій обласній універсальній науковій бібліотеці ім. К. А. Тімірязєва. З 2007 р. — її директор. За сумісництвом — доцент Вінницького інституту МАУП.

Голова комісії з питань культури, духовності та історичної спадщини Громадської Ради при Вінницькій обласній раді, член Громадської Ради при Міністерстві культури України.

## Професійна діяльність
Послідовник інновацій у бібліотечній справі, у тому числі з реалізації на Вінниччині проекту «Бібліоміст», у створенні центрів європейської інформації. Організатор науково-краєзнавчих конференцій. Автор ряду краєзнавчих публікацій. Ініціатор і куратор низки видавничих проектів, зокрема, альманаху «Подільський книжник» (від 2008 р.), відповідальна за випуск щорічника «Знаменні і пам'ятні дати Вінниччини», краєзнавчого довідника «Вінниця туристична» (2009), каталогу «Книги з бібліотеки Вінницької „Просвіти“ (1917–1920 рр.) у фонді Вінницької ОУНБ ім. К. А. Тімірязєва» (2012), довідника «Стародруки XVI ст. у фонді відділу рідкісних і цінних видань Вінницької ОУНБ ім. К. А. Тімірязєва» (2012) та ін.

## Відзнаки
- Літературно-мистецька премія «Кришталева вишня» (2009)[3];
- Орден князя Івана Мазепи V ст. (2012)[4];
- Заслужений працівник культури України (2013)[5].